# 日曜ワイド われら夢の途中
『日曜ワイド われら夢の途中』（にちようわいど われらゆめのとちゅう）は、毎週日曜日
にKBS京都ラジオで放送されているラジオ番組。

## パーソナリティー
- 塩見祐子 (フリーアナウンサー。元KBS京都アナウンサー)

## 概要
番組タイトルには、「50代になっても、60代になっても、いくつになっても夢を追いかけていたい」という思いが込められている。
連休や盆は特別企画が行われる。ムード歌謡特集、演歌特集、フォークソング特集、映画音楽特集、テレビ主題歌（挿入歌）特集など。
第2スタジオから生放送される。特番がある日は第1スタジオを使用。なお、2014年3月までは「武部宏の日曜とーく」から「夢の途中」は1分間でスタジオを交代していた。

## 現在のコーナー
2014年3月現在。現在は8:30開始なので、若干の変更がある。
- 朝の散歩道（8:08）
- 今朝の一句（8:33）
- 京都新聞ニュース、天気予報、KBS京都交通情報
- 今日の演歌（9:13）2012年7月22日開始。
- 今日のロック（9:23）2012年1月復活
- 家電ソムリエ（9:29）2011年4月開始。番組の流れとは関係なく挿入。約9分。
  - MBSラジオでも同日の午後に単独番組として放送しているが、最後の店舗案内はMBSラジオではヨドバシ梅田が案内されるのに対して、KBS京都では京都ヨドバシの案内がされる。
- ひとひらの言の葉（9:39）2012年は、愛に生きる恋愛の達人による恋愛講座。2013年のテーマは希望。
  - 裕子の愛の格言「愛するとは無条件に信じることである」「恋愛を続けることは難しい。だからこそ、恋愛は永遠であってほしい」「恋愛に見返りを期待してはいけない」
- きょうと　ほっと情報（10:11）京都府からの耳より情報。
- 坂本漢方堂薬局がお送りする幸せ健康家族（10:18 - 10:22）
- 夢のポケット　-2012年4月開始。最終週はアマチュアバンド数珠繋ぎ。
- 明日への歩み（5月、8月、12月の毎週8:45 - 8:50）京都市がお送りする5分間の人権啓発番組
  - 前後のナレーション:平野智美（2012年5月 12月）、海平和（2012年8月）、遠藤奈美 藤原美佳（2013年5月）

## 過去のコーナー
- 世界は愉快（8:59）1週間笑って過ごせるように国内外の面白話題を取り上げる。2012年1月-9月。
- 思い出の学校の歌（午前9時頃から）　-KBS京都創立60周年記念コーナー
  - 京都では自分たちの町が属する学区を暮らしの単位と考えていた。国の学校制度より早く誕生した番組小学校というのが64もあった。かつての番組小学校を中心に、今は閉校となった小中学校のエピソードや校歌を毎週1校ずつ届ける。また、「声の同窓会」として当時の思い出や幼なじみ、先生などへのメッセージを大募集。今も京都人の生活に根づいている学区の魅力を再発見する。
- YOUR SOUND BOX
- 昭和ノスタルジー
- MY FOREVER MUSIC
- MY HEALTHY LIFE
- 旅グルメ
- 夢への道標

## 放送時間
- 2006年4月9日～2007年3月25日　10:00～14:40　1部 8:00 - 10:50、2部 11:00 - 11:55、3部 12：00 - 14:40
- 2007年4月～9月　8:00 - 10:30
- 2007年10月～2012年4月1日  8:00 - 10:35
- 2012年4月8日～2012年9月30日  8:00 - 11:00　-「武田道子の京おんなミニトーク」（出演:武田道子　岩崎宏美（元KBS京都アナウンサー）、2007年4月 - 2012年3月25日 隔週）終了に伴い延長。10時台に京都新聞ニュース内包
- 2012年10月7日～2012年12月30日  8:00 - 10:35 - 「京都・丹波　Do！たんばＲａｄｉｏ」（京都学園大学の学生が制作）放送のため短縮
- 2013年1月6日～2014年3月30日　8:00 - 11:00  - 10時台に京都新聞ニュース内包
- 2014年4月6日～　9:00 - 12:00 -『仁鶴の日曜想い出メロディー』開始に伴い、開始時間を1時間繰り下げ。
- 2023年2月12日現在 8:30 - 12:00[1]

## 備考
2006年4月9日から2007年3月25日まで、3部構成で放送されていた。
- 「日曜ワイド われら夢の途中」（10:00～14:40）
  - 1部（8:00～10:50 塩見祐子）現在の放送と同じスタイル
  - 2部（11:00～11:55 小川順子 KBS滋賀制作）長浜サテライトスタジオから滋賀県の情報を中心に放送。→さざなBeゲーションへ継承
  - 3部（12:00～14:40 横井くにえ→横井の病気療養により三宅一美が代行）2006年9月3日の放送で横井の死去が伝えられた